# Malko Tarnovo
Malko Tarnovo (en búlgaro: Малко Търново) es una ciudad de Bulgaria, capital del municipio homónimo en la provincia de Burgas.

## Geografía
Se encuentra a una altitud de 342 m s. n. m. a 431 km de la capital nacional, Sofía.

## Demografía
Según estimación 2012 contaba con una población de 2 284 habitantes.
|         | 2004  | 2005  | 2006  | 2007  | 2008  | 2009  | 2010  |
| Mujeres | 1 420 | 1 380 | 1 353 | 1 328 | 1 298 | 1 265 | 1 226 |
| Varones | 1 346 | 1 320 | 1 292 | 1 274 | 1 229 | 1 184 | 1 151 |
| Total   | 2 766 | 2 700 | 2 645 | 2 602 | 2 527 | 2 449 | 2 377 |